# 河原崎辰也 AND THE MIDLAND BAND
河原崎辰也 AND THE MIDLAND BAND（かわはらざきたつや アンド ザ・ミッドランドバンド）は、日本の音楽バンド。略称は「辰 & MLB」。
リーダーは河原崎辰也。

## メンバー
- 河原崎辰也（かわはらざき たつや）：Lead Vocal、Guitar、Harmonica
- 蒲原幸治（かまはら こうじ）：Bass、Backing Vocals
- 服部基紀（はっとり もとのり）：Guitar、Backing Vocals
- 森拓磨（もり たくま）：Keyboard、Backing Vocals
- 瀬利優彰（せり まさあき）：saxophone、Backing Vocals
- 筒井"ドンキー"将太（つつい "ドンキー" しょうた）：Drums、Backing Vocals

## 経歴
- 2005年
  - 「河原崎辰也 AND MIDLAND BAND」結成。

## 作品

### シングル
- あなたにありがとう。（2010年）
- 手紙（2012年）
- My Birthday（2014年）
- YELL（2015年）
- 最高の笑顔（2015年） - 配信限定。三重テレビ第97回高校野球三重大会のテーマソング

### ミニアルバム
- NEVER GIVE UP（2011年）
- ReBorn（2015年）

### アルバム
- MIDLAND（2006年）
- START（2009年）
- 太陽〜WONDERFUL HOPES〜（2010年）
- TOUGH（2012年）
- 歴史の教科書（2016年）
- メッセージ（2017年）
- あなたとわたし（2019年）

### ベストアルバム
- 羅針盤（2013年）

### DVD
- LIVE ReBorn（2015年）